# Толга Сариташ
Толга Сариташ (Istanbul, 30. maj 1991) je turski televizijski glumac. Osim što je talentovan za glumu; on peva, svira gitaru i bubnjeve.
Njegova porodica je iz Sivasa, ali on je rođen i odrastao u Istanbulu. Ima mlađeg brata (Gençay) i mlađu sestru (Berfin). Završio je gimnaziju Halil Akkant Lisesinden. Nakon završetka srednje škole Sarıtaş se zainteresovao za glumu i glumio je u Opštinskom pozorištu Esenyurt i Pozorištu Zeytindalı. Osim što je glumio u pozorištu, on je nastupao na takmičenjima sa svojim bendom, gde je svirao kao gitarista i bubnjar. Nastavio je školovanje na Istanbulskom univeritetu odsek za geografiju. Nakon nekoliko manjih uloga postao je poznat po ulozi princa Džihangira u seriji Sulejman Veličanstveni. Najpoznatiji je po ulozi Alija Mertoglua u seriji Gunešine ćerke. Prvi film u kome ima glavnu ulogu Meriča Tune premijerno prikazan 20. januara 2017 u turskim bioskopima. Trenutno ima glavnu ulogu u seriji SÖZ (Obećanje) gde glumi poručnika Javuza. Za ulogu Javuza je osvojio nagradu za najboljeg glumca na prestižnoj turskoj dodeli nagrada Zlatni leptir (Altın Kelebek). Snimio je reklame za Doğuş Çay i Ipana pastu za zube.

## Nagrade
| God. | Nagradu dodeljuje organizacija         | Kategorija                           |           |
| ---- | -------------------------------------- | ------------------------------------ | --------- |
| 2015 | Ayaklı Gazete Ödülleri                 | Najbolji glumac                      | nominovan |
| 2015 | Türkiye Gençlik Ödülleri               | Najbolji glumac                      | nominovan |
| 2016 | 11.Makinist Medya Sanat Spor Ödülleri  | Najpopularniji na društvenim mrežama | nominovan |
| 2016 | 23.İTÜ EMÖS Başarı Ödülleri            | Najbolji glumac                      | nagrađen  |
| 2016 | Ankara Hukuk Ceride-i Kantar           | Najbolji glumac                      | nagrađen  |
| 2016 | Sabancı Üniversitesi Lacivert Ödülleri | Najbolji glumac                      | nagrađen  |
| 2017 | Türkiye Gençlik Ödülleri               | Najbolji glumac                      | nagrađen  |
| 2017 | Pantene Altın Kelebek                  | Najbolji glumac                      | nagrađen  |

## Uloge

### Serije
| God.      | Naziv                  | Originalni naziv        | Uloga            |                |
| --------- | ---------------------- | ----------------------- | ---------------- | -------------- |
| 2011      |                        | Sen de Gitme            |                  | epizodna uloga |
| 2012      |                        | Arka Sokaklar           | Doğan            | epizodna uloga |
| 2013      | Kako vreme prolazi     | Öyle Bir Geçer Zaman Ki |                  | epizodna uloga |
| 2013      | 20 minuta              | 20 Dakika               | Ferdi            |                |
| 2013-2014 | Sulejman Veličanstveni | Muhteşem Yüzyıl         | Şehzade Cihangir |                |
| 2014      | Moje ime je Gultepe    | Benim Adım Gültepe      | Murat            |                |
| 2015      |                        | Büyük Sürgün Kafkasya   | Cemil            | glavna uloga   |
| 2015-2016 | Gunešine ćerke         | Guneşin kızları         | Ali Mertoğlu     | glavna uloga   |
| 2017      | Obećanje               | SÖZ                     | Yavuz Karasu     | glavna uloga   |

### Filmovi
| God. | Naziv              | Originalan naziv   | Uloga      |              |
| ---- | ------------------ | ------------------ | ---------- | ------------ |
| 2009 |                    | Bahtı Kara         | Berk       |              |
| 2011 | Usamljenost u srcu | Kaledeki Yalnızlık | Feyyaz     |              |
| 2017 | Loš dečko          | Kötu çoçuk         | Meriç Tuna | glavna uloga |

## Spoljašnje veze
- https://tr.wikipedia.org/wiki/Tolga_Sar%C4%B1ta%C5%9F
- http://www.imdb.com/name/nm3713756/?ref_=nv_sr_1
- http://artistanbul.net/model/tolga-saritas-2/ Архивирано на веб-сајту  (14. октобар 2019)